# Michal Simon
Michal Simon (* 25. května 2002 Mladá Boleslav) je český lední hokejista hrající na postu útočníka.

## Život
S hokejem začínal ve svém rodném městě, v tamním bruslařském klubu. Nastupoval za něj i v mládežnickém a juniorském věku. Na sezónu 2020/2021 odešel do Finska, kde hrál za výběr do dvaceti let klubu Hämeenlinnan Pallokerho (HPK). Po odehrání sezóny se ale vrátil zpět do své vlasti. Prvně mezi mladoboleslavskými muži se v soutěžním utkání objevil během ročníku 2021/2022, během kterého rovněž hostoval v Ústí nad Labem. Na sezónu 2022/2023 odešel na hostování do pražské Slavie.
V mládežnických letech patřil do reprezentačních výběrů své země, když nastoupil v dresu výběru do 16, poté i do 17 a následně rovněž 18 let.